# 林氏雅羅魚
林氏雅罗鱼（学名：Leuciscus lindbergi）为輻鰭魚綱鯉形目雅羅魚科雅罗鱼属的其中一种，被IUCN列為瀕危保育類動物。该物种主要分布於哈萨克斯坦的塔拉斯河中，棲息在中底層水域，生活習性不明。

## 扩展阅读
維基物種上的相關：林氏雅罗鱼